# Rain (The-Beatles-Lied)
Rain (englisch für Regen) ist ein im April 1966 entstandenes Lied der britischen Band The Beatles. Es erschien auf der B-Seite der Single Paperback Writer. Prägnant an dem Lied ist John Lennons Gesang, der am Ende des Liedes rückwärts abgespielt wird. Das Lied erschien unter dem gemeinsamen Copyright Lennon/McCartney.

## Hintergrund
Die Komposition von Rain wird John Lennon zugeschrieben, Paul McCartney nahm jedoch später für sich in Anspruch, einen nicht unwesentlichen Teil des Liedes geschrieben zu haben. Gleichzeitig betonte McCartney, dass das Lied weniger durch seine Komposition, sondern eher durch seine Aufnahme auffällt. Grundsätzlich verfolgten Lennon und McCartney die Idee, dem negativ besetzten Thema ‚Regen‘ etwas Gutes abzugewinnen.
Paul McCartney sagte dazu: „Ich glaube nicht, dass er [Lennon] die ursprüngliche Idee mitgebracht hat, gerade als wir uns hinsetzten, um zu schreiben, startete er es. Songs haben Regen traditionell als eine schlechte Sache behandelt und was wir erreicht haben, war, dass es keine schlechte Sache ist. Es gibt kein größeres Gefühl als den Regen, der dir den Rücken hinuntertropft. Das Interessanteste daran war nicht das Schreiben, das 70/30 [zugunsten] für John war, sondern die Aufnahme davon.“

## Aufnahme
Rain wurde an zwei Tagen in den Londoner Abbey Road Studios aufgenommen. Produziert wurde der Titel von George Martin, dem Geoff Emerick assistierte. Am 14. April 1966 fanden die ersten Aufnahmen statt. Die Band nahm fünf Takes des Lennon, McCartney und Harrison in den Falsett-Chorus-Teilen zusammenführenden Liedes auf. Das einfache Lied wurde in sehr hohem Tempo aufgenommen, um es später langsamer abzuspielen. Hierdurch sollte das Lied mehr Tiefe erhalten. Denselben Effekt hatte die Band zuvor bereits bei Tomorrow Never Knows eingesetzt. Zwei Tage später, am 16. April 1966, wurden im Overdubverfahren Tamburin, Bass und Gesang hinzugefügt.
Lennons Gesang am Ende des Liedes wurde rückwärts abgespielt. Diese Idee entstand, nachdem Lennon unter dem Einfluss von Marihuana versehentlich ein Tonband mit dem Lied verkehrt herum in sein Tonbandgerät eingelegt hatte und dadurch das Lied rückwärts erklang. Er fand daran Gefallen und brachte diese Idee ein. George Martin dagegen berichtete später, dass er selbst die Idee dazu gehabt habe.
Die Monoabmischung erfolgte am 16. April 1966. Erst am 2. Dezember 1969 wurde die Stereoabmischung hergestellt.
Besetzung:
- John Lennon: Rhythmusgitarre, Gesang
- Paul McCartney: Bass, Hintergrundgesang
- George Harrison: Leadgitarre, Hintergrundgesang
- Ringo Starr: Schlagzeug, Tamburin

## Veröffentlichungen
- In Großbritannien und Deutschland erschien Rain am 10. Juni 1966 auf der B-Seite der Single Paperback Writer. In den USA erschien diese Single bereits am 30. Mai 1966.
- Im Februar 1970 wurde Rain erstmals auf einem US-amerikanischen Beatles-Album, Hey Jude, veröffentlicht. Für diese Veröffentlichung wurde eine Stereoabmischung hergestellt.
- Am 7. März 1988 wurde Rain auf dem Kompilationsalbum Past Masters veröffentlicht.
- Am 28. Oktober 2022 erschien die Jubiläumsausgabe des von Giles Martin und Sam Okell neuabgemischten Albums Revolver (Super Deluxe Box), auf dieser befinden sich, neben der Monoversion und einer neuen Stereoversion, die bisher unveröffentlichten Versionen (Take 5 / Actual Speed) und (Take 5 / Slowed Down For Master Tape).

## Musikvideos
Erstmals wurden für die Single professionelle Musikvideos für Werbezwecke gedreht um den Verkauf der Single zu fördern. Ziel war es, diese an die Fernsehsender zu verschicken, um nicht mehr überall auftreten zu müssen. Die Dreharbeiten von Paperback Writer und Rain erfolgten am 19. und 20. Mai 1966 unter der Regie von Michael Lindsay-Hogg. Der erste Drehtag fand am 19. Mai 1966 im Studio 1 der Abbey Road Studios statt. Drei Musikvideos wurden für Paperback Writer und zwei für Rain erstellt. Zwei Musikvideos, in Farbe aufgenommen, waren für die USA gedacht und hatten ihre Premiere in der Ed Sullivan Show am 5. Juni 1966, zusammen mit einem Gruß der Beatles. Nach dem Mittagessen nahmen die Beatles zwischen 15:30 und 18:15 Uhr Schwarz-Weiß-Aufnahmen für die britischen Zuschauer auf, zwei für Paperback Writer und eines für Rain. Der zweite Tag der Werbedreharbeiten fand am 20. Mai 1966 im Chiswick House statt, einem Haus und Gärten aus dem 18. Jahrhundert im Westen Londons. Für Paperback Writer wurde die Gruppe im Konservatorium gefilmt und im Statuengarten. Ein Teil des Konservatoriums wurde auch im Rain-Clip verwendet, und zusätzliche Aufnahmen von den Beatles, die auf dem Gelände spazieren gingen, wurden später in beide Filme geschnitten.
Der erste Schwarz-Weiß-Clip von Paperback Writer hatte sein britisches Fernsehdebüt am Samstag, den 25. Juni in Goodbye Lucky Stars, der letzten Ausgabe der langjährigen Musikshow Thank Your Lucky Stars. Die zweite Schwarz-Weiß-Performance von Paperback Writer – zusammen mit der von Rain – wurden zuerst in der TV-Musikshow Ready Steady Go am Freitag, den 3. Juni, gezeigt, was das erste Mal war, dass die Sendung Filmmaterial ausstrahlte, das nicht aus dem eigenen Studio stammte.
George Harrison sagte dazu: „Durch die Beatlemania war es ziemlich schwierig, herumzukommen. Und weil es bequemer war, gingen wir nicht mehr so oft in die Fernsehstudios, um für unsere Platten zu werben. Wir produzierten lieber unsere eigenen kleinen Filme und brachten sie ins Fernsehen. Ich glaube die ersten professionelleren waren Paperback Writer und Rain im Chiswick House. Es waren die Vorläufer der Videos.“

## Coverversionen
Gecovert wurde Rain unter anderem von Randy California, Petula Clark, Humble Pie, The Jam, Shonen Knife, The Punkles, Galaxie 500 oder Grateful Dead.
Freddie Mercury singt den Song 1969 mit der Rockband Ibex live (The Solo Collection / Rarities 3).